# Teneale Hatton
Teneale Hatton (Queenstown, 13 de enero de 1990) es una deportista neozelandesa que compitió en piragüismo en la modalidad de aguas tranquilas. Ganó dos medallas de oro en el Campeonato Mundial de Piragüismo, en los años 2013 y 2014.

## Palmarés internacional
| Campeonato Mundial | Campeonato Mundial   | Campeonato Mundial | Campeonato Mundial |
| Año                | Lugar                | Medalla            | Competición        |
| ------------------ | -------------------- | ------------------ | ------------------ |
| 2013               | Duisburgo (Alemania) | Medalla de oro     | K1 5000 m          |
| 2014               | Moscú (Rusia)        | Medalla de oro     | K1 1000 m          |